# Шалкахази, Шара
Шара (Са́рра, Са́ра) Шалкахази (венг. Salkaházi Sára; 11 мая 1899, Кошице, Австро-Венгрия — 27 декабря 1944, Будапешт, Венгрия) — сестра монашеской женской конгрегации Сёстры социальной службы, участница спасения около ста венгерских евреев во время нилашистского режима, мученица.

## Биография
Шара Шалкахази родилась 11 мая 1899 года в Кошице и там же получила педагогическое образование, после чего в течение одного года работала учительницей. Когда после первой мировой войны город Кошице стал частью Чехословакии, новое чехословацкое правительство потребовало от учителей присяги на верность. Шара отказалась от неё и поэтому была принуждена оставить карьеру учительницы.
После потери работы обучилась переплётному делу. В это же время публиковала в венгерских газетах Верхней Венгрии свои повести, фельетоны, жанровые картины. Её первая публикация появилась в Esti Újság (Вечерняя газета) в Кошице под псевдонимом Сыфакс (Syphax) 2 февраля 1919 года. Попрактиковавшись в журналистском ремесле, она стала главным редактором печатного органа Провинциальной христианско-социалистической партии — главной венгерской политической силы Чехословакии.
В 1927 году Шара Шалкахази познакомилась с членами женской конгрегации «Сёстры социальной службы», основанной Маргит Шлахтой в Кошице. Шара Шалкахази окончила социальные курсы в конгрегации.
В 1929 году поступила в монастырь в Сегваре, но до своего первого обета, данного на Tроицу 1930 года, провела ещё несколько месяцев в Кошице, где организовала местный Каритас. Два года позже она выполняла подобную работу в Комароме. Кроме управления Каритасом преподавала двадцать шесть уроков в неделю, надзирала за кухней для детей, магазином предметов религиозного культа, богадельным домом и редактировала журнал Katholikus nő (Католичка). В 1934 году её перевели в Кошице.

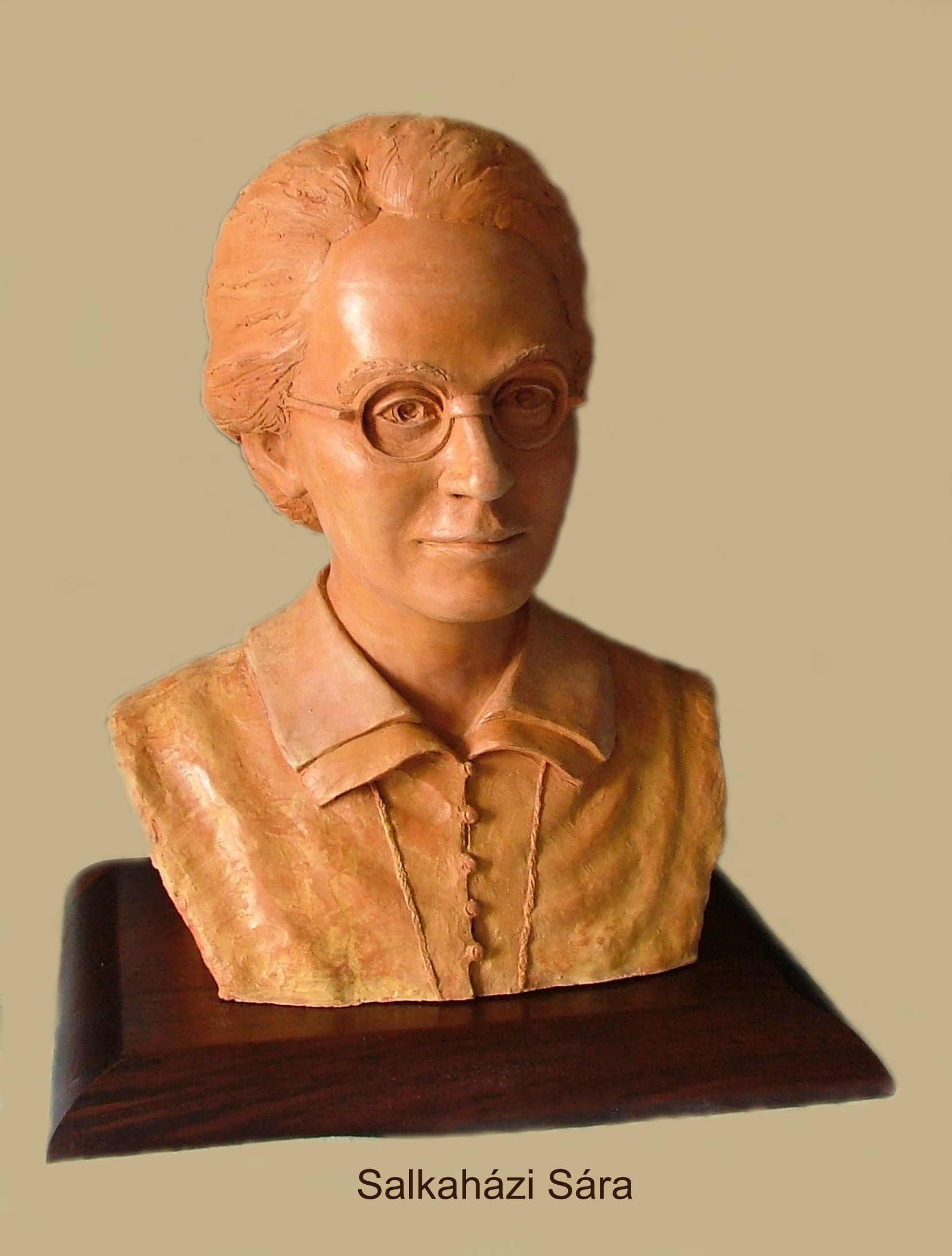
Ричард Юха. Терракотовый бюст Шары Шалкахази

В 1937 году подала заявление на выезд в Бразилию, чтобы работать там миссионеркой вместе с живущими там венгерскими бенедиктинцами. Для поездки в Бразилию ей необходимо было получить венгерское гражданство, поэтому Шалкахази окончательно переселилась в Будапешт. Политические события, связанные со второй мировой войной, сорвали эту миссионерскую поездку. На Троицу 1940 года дала вечный обет, с девизом Alleluja! Ecce ego, mitte me! (Аллилуйя! Вот я здесь, пошли меня!).
С начала 1941 года стала общенациональным руководителем Союза католических работающих женщин и девушек. Редактировала газету движения, организовывала собрания, духовные дни в стране, в течение трех лет открыла пять новых приютов для бедных с тремястами местами в целом и начала создавать Институт рабочих женщин.
Во время Второй мировой войны сёстры социальной службы прятали около тысячи преследуемых евреев. В это время Шара Шалкахази, заведуя домом женских рабочих — Католическим приютом защиты женщин — на улице Бокрета, прятала около сотни человек.
27 декабря 1944 года нилашисты, ищущие евреев, окружили приют и задержали четырёх людей и преподавательницу закона Божьего Вильму Бернович. Сестра Шара появилась в конце акции, но не убежала и тоже была арестована.
Обстоятельства смерти Шары Шалкахази долго не были известными. Двадцать лет спустя один из подсудимых в процессе над нилашистами из Зугло рассказал суду, что произошло. Согласно его словам, арестованных пригнали перед зданием Главной таможни, заставили их раздеться и поставили на берег Дуная. Прежде чем ударил залп, низкая женщина с черными волосами — сестра Шара — обратилась к казнящим, посмотрела им в глаза, стала на колени, посмотрела в небо и перекрестилась.

## Прославление

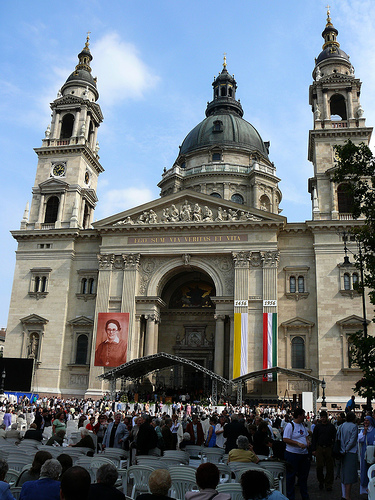
Беатификация Шары Шалкахази

Конгрегация «Сёстры социальной службы» начали процедуру её причисления к лику блаженных в конце 1996 г., которая одобрена Святейшим Престолом в январе 1997 г. Римский папа Бенедикт XVI подписал декрет о причислении её к лику блаженных 28 апреля 2006 г., который торжественно оглашен 17 сентября 2006 г. на площади перед будапештской базиликой святого Иштвана в присутствии десятитысячной толпы.
Её день празднуется 11 мая.

## Награды
- За героическую деятельность по спасению людей иерусалимский Институт Яд ва-Шем признал её праведником мира в 1972 г.
- В 1996 г. министром внутренних дел в признание отважного поведения и выдержки ей посмертно присвоена медаль за отвагу.
- Поскольку сестра Шара стала жертвой политического бесправия венгерского государства, Орден сестер социальной службы получил символическую компенсацию в 1997 г.
- 27 декабря 2008 года кардинал и примас Петер Эрде в рамках мессы торжественно открыл будапештсткую римско-католическую приходскую церковь и общинный центр имени блаженной Шары Шалкахази в Уйпалоте (адрес: 1156 Budapest, Szerencs utca).